# HMS Swiftsure (1804)
Pour les autres navires du même nom, voir HMS Swiftsure.

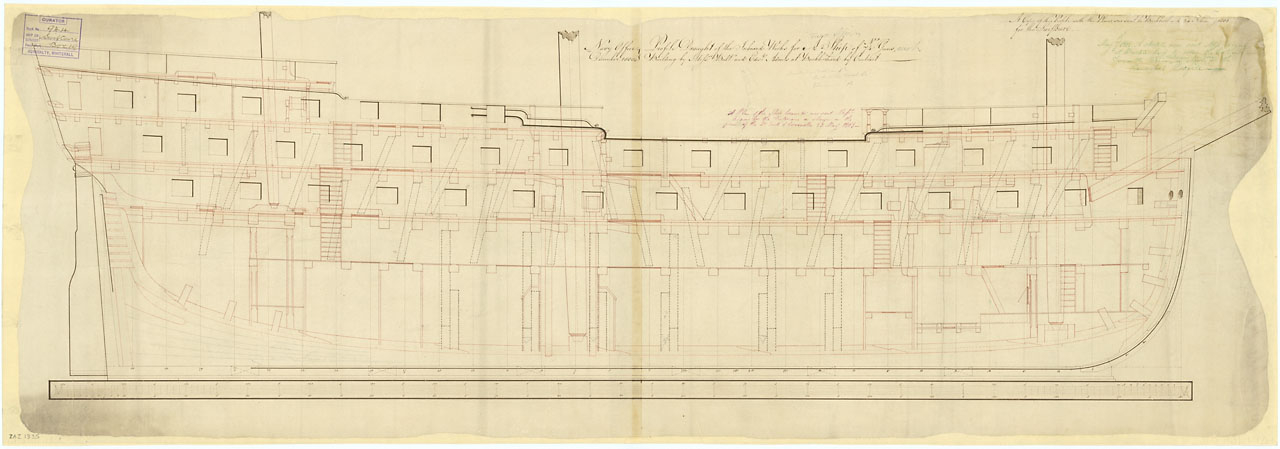
Plans de coupe HMS Swiftsure.

Le HMS Swiftsure est un vaisseau de 74 canons en service dans la Royal Navy.

## Construction
Le HMS Swiftsure est le premier des deux navires de la classe Swiftsure. Il est construit à Bucklers Hard par Messrs B & E Adams et lancé le 23 juillet 1804.

## Service actif
Le HMS Swiftsure est présent à la bataille de Trafalgar en octobre 1805, comme son homonyme français. Commandé par le capitaine William Gordon Rutherford, il compte 9 tués et 8 blessés lors de la bataille où il affronte le Berwick.

## Dernières années
Le HMS Swiftsure est transformé en navire-casernement (receiving ship) en 1819 et est finalement vendu en 1845.